# Susana Nobre
Susana Nobre (Lisboa, 1979) és una actriu, productora, directora de cinema i guionista portuguesa.

## Biografia
Susana Nobre es va graduar en Ciències de la Comunicació per la Universitat Nova de Lisboa el 1998. El 2005 va cursar el curs de direcció cinematogràfica en el marc del programa de creació artística i creativitat de la Fundació Calouste-Gulbenkian, en col·laboració amb la London Film School.

## Carrera professional
Susana Nobre col·labora amb el laboratori de cinematografia de la Facultat de Ciències Socials i Humanitats, després cofunda amb altres cineastes portuguesos la productora Terratreme Filmes, antigament Raiva, el 2008. Hi treballa especialment com a productor executiu en diversos projectes. El 2015va presentar el curtmetratge Provas, Exorcismos a la Quinzena de Cineastes del 68è Festival Internacional de Cinema de Canes.
El primer llargmetratge de Susana Nobre, Tempo Comun (Ordinary Time) s'estrena mundialment al Festival Internacional de Cinema de Rotterdam (IFFR) el 2018. La pel·lícula se centra en el període de confinament d'una dona amb baixa maternal, després del naixement de la seva primera filla.
El 2021, el documental Jack's Ride segueix el viatge de Joaquim, un home de seixanta-tres anys que va emigrar als Estats Units, que ha de seguir les normes de l'agència nacional d'ocupació per poder rebre les seves prestacions d'atur. Recorre cada dia les empreses per aconseguir el segell de la seva recerca activa de feina. També és una oportunitat per endinsar-se en els records d'una vida d'aquest antic taxista a Nova York. La pel·lícula va guanyar el premi al millor llargmetratge portuguès al Festival Internacional de Cinema Independent d'IndieLisboa i el premi a la millor pel·lícula en competició internacional al Festival Internacional de Documentals de Santiago (FIDOCS).

## Filmografia

### Productora
- 2007 : Estação de Luís Miguel Correia
- 2009 : Canto da Terra d'Água de Francesco Giarrusso et Adriano Smaldone
- 2015 : Maria do Mar de João Rosas
- 2016 : Ama-San de Cláudia Varejão
- 2016 : Ascensão de Pedro Peralta
- 2017 : A Fábrica de Nada de Pedro Pinho
- 2017 : Tudo o Que Imagino de Leonor Noivo
- 2018 : Campo de Tiago Hespanha
- 2019 : O Fim do Mundo de Basil Da Cunha
- 2019 : Outside the Oranges Are Blooming de Nevena Desivojevic
- 2019 : Suzanne Daveau de Luisa Homem
- 2019 : Batida de Lisboa de Rita Maia et Vasco Viana
- 2019 : Raposa de Leonor Noivo
- 2019 : Ave Rara de Vasco Saltão
- 2019 : Destiny Deluxe de Diogo Baldaia
- 2022 : Nação Valente de Carlos Conceição
- 2022 : Heitor Sem Nome de Vasco Saltão

### Directora
- 2001 : As Nadadoras, curtmetratge
- 2003 : O Que Pode Um Rosto, documental
- 2006 : Boys & Girls, curtmetratge
- 2006 : Estados da Matéria, curtmetratge
- 2010 : Lisboa-Provincia, curtmetratge
- 2015 : Provas, Exorcismos, curtmetratge
- 2014 : Vida Activa, documental
- 2016 : No Trilho dos Naturalistas: Viagens Philosophicas, documental
- 2018 : Tempo Comun
- 2021 : Jack's Ride (No táxi do Jack), documental
- 2023 : Cidade Rabat

## Distincions
- 2015 : Femis Scholars' Award per Provas, Exorcismos, Festival Internacional de Cinema d'Amiens
- 2021 : Premi de la premsa per Jack's Ride, Caminhos do Cinema Português
- 2021 : Menció honorable per Jack's Ride, competició internacional, DocumentaMadrid
- 2021 : Millor pel·lícula en competició internacional per Jack's Ride, concurs internacional, menció especial del jurat, Festival Internacional de Documentals de Santiago (FIDOCS)
- 2021 : Millor pel·lícula en competició internacional per Jack's Ride, concurs internacional, menció especial del jurat, Festival Internacional de Documentals de Santiago (FIDOCS)
- 2021 : Gran Premi Vila de Lisboa per Jack's Ride, IndieLisboa International Independent Film Festival
- 2022 : Premi del Jurat per Jack's Ride, Llargmetratge Internacional, Construir Cine, Festival Internacional de Pel·lícules de Treball
- 2023 : Palmera de Plata al XXXVIII edició de la Mostra de València[10]